# یاستاکا ساتو
یاستاکا ساتو (انگلیسی: Yasutaka Sato) بازیکن سابق تیم ملی والیبال ژاپن، که به همراه این تیم به مدال برنز المپیک ۱۹۶۴ دست یافت.